# محمد الأسعد (سفير)
محمد قاسم أسعد الأسعد (وُلد في 10 أكتوبر 1958 في بيروت) دبلوماسي فلسطيني، كان سفيرًا لدى أوكرانيا بين عامي 2010 و2019، ولدى موريتانيا بين عامي 2021 و2025، ويشغل حاليًا منصب السفير الفسطيني لدى لبنان.

## النشأة والتحصيل العلمي
وُلد محمد قاسم الأسعد في 10 أكتوبر 1958 في بيروت بلبنان. في عام 1986 تخرج من الجامعة الروسية لصداقة الشعوب. في عام 1985 حصل على درجة الماجستير في الهندسة المدنية من الجامعة نفسها، وأيضًا عام 1990، حصل على درجة الدكتوراه في العلوم التقنية منها.

## الحياة العلمية
عمل الأسعد في عدة مواقع:
كان الأسعد على رأس المراكز الثقافية الفلسطينية في موسكو، طشقند وباكو بين عامي 1990 و1995. كما كان ممثلًا لحركة فتح لدى الاتحاد السوفياتي ولاحقًا روسيا بين عامي 1990 و2010.
صار بين عامي 1995 و2000 السكرتير الأول لسفارة فلسطين في روسيا. وبين عامي 2006 و2010 نائبًا لرئيس الجالية الفلسطينية في روسيا ورئيس قسم العلاقات الخارجية.
عُين في عام 2010 سفيرًا فوق العادة ومفوضًا لدولة فلسطين لدى أوكرانيا واستمر في المنصب حتى عام 2019.
عُين في ديسمبر 2020 سفيرًا فوق العادة ومفوضًا لدولة فلسطين لدى موريتانيا، وفي 1 أبريل 2021 قدم أوراق اعتماده. واستمر في منصبه حتى نهاية يوليو 2025.
عُين عام 2025 سفيرًا لدولة فلسطين لدى لبنان.